# Aegidinus candezei
Aegidinus candezei är en skalbaggsart som beskrevs av Preudhomme de Borre 1886. Aegidinus candezei ingår i släktet Aegidinus och familjen Hybosoridae. Inga underarter finns listade i Catalogue of Life.